# 1892 en musique
| \| • Retour à la chronologie générale de la musique populaire • \| |
| XXIe siècle • XXe siècle • XIXe siècle • XVIIIe siècle XVIIe siècle • XVIe siècle • XVe siècle • XIVe siècle XIIIe siècle • XIIe siècle • XIe siècle • Xe siècle IXe siècle • VIIIe siècle • Haut Moyen Âge • Rome • Grèce |
| • Retour à la chronologie générale de la musique populaire • |

| • Retour à la chronologie générale de la musique populaire • |

| Années de la musique populaire : 1889 - 1890 - 1891 - 1892 - 1893 - 1894 - 1895    |
| Décennies de la musique populaire : 1860 - 1870 - 1880 - 1890 - 1900 - 1910 - 1920 |

## Événements et œuvres
- Mario Pasquale Costa, Catari, chanson napolitaine[1].

- Harry Dacre, chanson Daisy Bell.

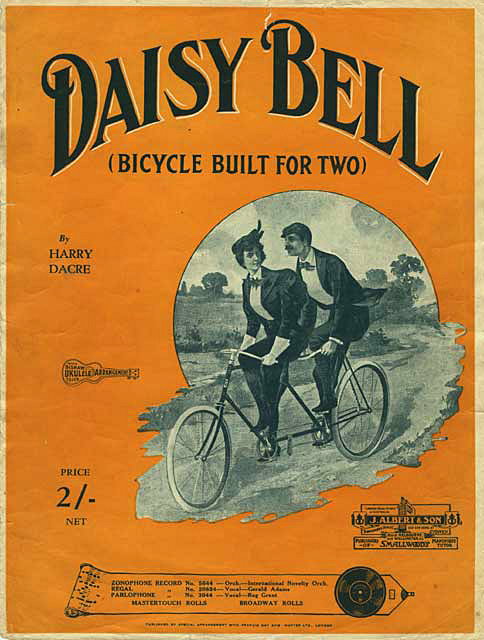
Pochette australienne de la partition de Daisy Bell publiée en 1892

- Chanson La Sérénade du pavé, paroles et musique de Jean Varney, interprétée par Eugénie Buffet.
- La Marche lorraine, marche française patriotique composée pour la venue à Nancy du président Sadi Carnot, musique de Louis Ganne, paroles de Jules Jouy et Octave Pradels.
- Le Père Duchesne, chanson révolutionnaire anonyme française.
- Publication par Paul Paillette de sa chanson anarchiste Heureux Temps dans le recueil Tablettes d'un lézard et dans des journaux (La Vérité de Romans, Le Libertaire en Algérie et L'Agitateur de Marseille).

## Naissances
- 28 janvier :  Luke Jordan, chanteur et guitariste de blues américain, premier musicien noir à avoir enregistré en tant que professionnel († 25 juin 1952).
- 22 février :  Wade Whaley, clarinettiste de jazz américain († février 1968).
- 8 mars :  Mississippi John Hurt, chanteur et guitariste de blues et de folk américain, mort en 1966.
- 24 mars :  Attila the Hun, nom de scène de Raymond Quevedo, musicien et chanteur trinidadien, un des pionniers du calypso, mort en 1962.
- 27 mars :  Ferde Grofé, compositeur, pianiste et arrangeur américain († 3 avril 1972)
- 6 avril :  Henry Whitter, musicien country américain († 17 novembre 1941).
- 12 avril :  Johnny Dodds, clarinettiste de blues et de jazz américain, mort en 1940.
- 22 avril :  Lourival de Carvalho, compositeur et musicien brésilien († 17 juin 1956).
- 19 mai :  Pop Foster, contrebassiste américain de jazz américain († 29 octobre 1969).
- 23 mai :  Fannie Woods, pianiste, organiste et compositrice américaine de musique ragtime († 28 décembre 1974).
- 6 juin :  Ted Lewis, clarinettiste, saxophoniste, chanteur et directeur de jazz band américain, mort en 1971.
- 16 novembre :  Manolo de Huelva, guitariste de flamenco espagnol, mort en 1976.
- 23 décembre :  William Ezell, pianiste de blues et de boogie-woogie américain († 2 août 1963).
- 25 décembre :  Jim Robinson, musicien tromboniste de jazz américain († 4 mai 1976).

## Décès
- 17 août :  Léopold Gangloff, compositeur et chef d'orchestre français, auteur de près de six cents pièces chantées et pour piano (polkas, marches...) (° 16 mars 1856).
- 1er septembre :  Émile Carré, goguettier, poète et chansonnier français († 4 mars 1829).
- 23 novembre :  Alexandre Desrousseaux, goguettier, poète, chansonnier et compositeur français, né en 1820.